# Clarée
De Clarée is een Franse rivier in het departement Hautes-Alpes die ontspringt in het Lac de Clarée op 2433 m, en bij La Vachette in de gemeente Val-des-Prés uitmondt in de Durance op 1360 m hoogte. Ze is 31,8 km lang en stroomt door de Vallée de la Clarée. Hoewel ze zowel in lengte als in haar debiet de Durance overtreft, heeft ze bij de samenvloeiing toch haar naam moeten afstaan aan de Durance.
- Système universitaire de documentation: 027473260
- Virtual International Authority File: 2129148574385724430007